# Hacker (雑誌)
Hacker（ハッカー）とは、1980年代後半にハッカーインターナショナルが発行・日本文芸社から発売していたコンピュータ関連雑誌。

## 概要
1986年、雑誌コードを取得出来なかった事情などから週刊漫画ゴラク増刊号の形式をとる形で創刊（1986年10月2日号）。名義上は漫画ゴラク増刊号でありながら漫画ゴラクの編集とは一切関係はない。また、増刊号と銘打たれているが、実質月刊誌の体制での刊行であった。当時他社より既刊されていたパソコン雑誌とは、編集方針が大きく異なり、いわゆる「裏」のアングラ系の情報に特化していた点が大きな特色といえる。漫画も掲載し、成人向け漫画家としてブレイクする前の遊人が誌名と同名の漫画を連載し（作画担当）、遊人の後には木村千歌が漫画連載した。
主な広告主としては、PCやファミコンなどのショップ広告であったが、当時主流だったコピーツールソフト会社が名を連ねていた。また、広告の中にはメーカー非公認の製品も含まれていた。
主たる記事として、近年のコンピュータ用語で言う「チート」、市販ソフトのコピープロテクトに関する解析記事、他のコンピュータ誌のレビューなど、これまでの雑誌がほとんど扱わなかったテーマが多く取り上げられていた。また、市販ゲームソフトや同人ゲームソフトのレビュー記事で『クソゲー』という表現を使用していた。誌面のカラーに沿ってか歯に衣を着せない記事を書くライターが多かった点でも、当時としては異色の雑誌だったといえる。ただ、このように一方的に断罪的にするような記事だけではなく、広告主等にとらわれなかったという意味においては、他誌では掲載できなかったと思われるコンピュータ音楽家である古代祐三の日本ファルコム退社問題を挙げたこともある。
1986年、創刊 （1986年9月4日号）。
1989年、休刊（1989年12月16日号、事実上の廃刊）。

## その他
本誌の編集人だった萩原暁は、後にファミコン通信で鈴木みそが連載していた漫画『あんたっちゃぶる』のハッカーインターナショナルへの取材の回で出演しており、本誌の創刊時の頃のエピソードをいくつか語っている。それによると、当時ハッカーの行っていたファミコンに連射機能や強制ポーズ機能を付けるという改造サービスは、萩原のこの業界での最初の仕事らしく、本誌を作るのに集めた人間が技術を持ってたので商用にしたという。